# Le Retour des mystères de l'Ouest
 (juin 2015).
Si vous disposez d'ouvrages ou d'articles de référence ou si vous connaissez des sites web de qualité traitant du thème abordé ici, merci de compléter l'article en donnant les références utiles à sa vérifiabilité et en les liant à la section « Notes et références ».
Série
Encore plus de mystères de l'Ouest
(1980)
Pour plus de détails, voir Fiche technique et Distribution.
Le Retour des mystères de l'Ouest (The Wild Wild West Revisited) est un téléfilm américain de 96 minutes, réalisé par Burt Kennedy en 1979. 
Il est la suite de la série Les Mystères de l'Ouest (The Wild Wild West).

## Synopsis
Alors qu'ils étaient à la retraite, le gouvernement demande à ses deux anciens meilleurs agents, James T. West et Artemus Gordon, de reprendre du service. Ils doivent arrêter le fils du Dr. Loveless.

## Fiche technique
- Titre original : The Wild Wild West Revisited
- Titre français : Le Retour des mystères de l'Ouest
- Réalisation : Burt Kennedy
- Scénario : William Bowers
- Producteur : Robert L. Jacks (en)
- Producteur exécutif : Jay Bernstein
- Musique : Jeff Alexander
- Directeur de la photographie : Robert B. Hauser
- Montage : Michael McCroskey
- Distribution : Pam Polifroni
- Création des décors : Albert Heschong
- Décorateur de plateau : Warren Welch
- Maquillage : Gerald Soucie et Joy Zapata
- Accessoiriste : Dominick Bruno
- Cascades : Chuck Courtney
- Costumes : Milton G. Mangum et Denita Del Signore
- Compagnie de production : CBS
- Compagnie de distribution : CBS
- Pays d'origine :  États-Unis
- Langue : Anglais mono
- Durée : 96 minutes
- Image : Couleurs
- Ratio écran : 1.33:1
- Caméra : Panaflex
- Lentilles : Panavision
- Format négatif : 35 mm
- Procédé cinématographique : Sphérique
- Genre : Western

## Distribution
- Robert Conrad (VF : Jacques Thébault) : James T. West
- Ross Martin (VF : Roger Rudel) : Artemus Gordon
- Paul Williams (VF : Patrick Poivey) : Dr Miguelito Loveless Jr.
- Harry Morgan (VF : Jean Berger) : Robert T. Malone
- René Auberjonois (VF : Jean-Pierre Leroux) : capitaine Sir David Edney
- Jo Ann Harris (VF : Maïk Darah) : Carmelita
- Trisha Noble (VF : Annie Balestra) : Penelope
- Jeff MacKay (VF : Philippe Dumat) : Hugo Kaufman
- Susan Blu (VF : Odile Schmitt) : Gabrielle
- Pavla Ustinov (VF : Anne Kerylen) : Nadia
- Robert Shields (VF : Vincent Ropion) : Alan